# 香港煙草有限公司
香港煙草有限公司是香港一家製造及銷售香煙的公司。1950年由慈善家何英傑於創辦，代理多隻外國製造香煙品牌，包括甚受歡迎的萬寶路等，亦製造良友香煙，業務隨著香港經濟起飛而不斷發展。
香港煙草總部於1965年遷至香港柴灣嘉業街12號百樂門大廈3樓。
1996年，香港煙草將萬寶路等多隻香煙的代理權，及良友香港產銷權，售回於菲利普莫里斯國際的子公司菲利普莫里斯亞洲。
1990年代，何英傑開始將其業務交棒予其長孫何柱國，自己則隱居香港煙草總部頂樓。2000年，何英傑病逝。2025年，何柱國病逝。2025年，何柱國胞弟何定國接手。 